# Grand Junction (Colorado)
Grand Junction je město v okresu Mesa County ve státě Colorado ve Spojených státech amerických. Jde o 17. nejlidnatější město v Coloradu a o vůbec nejlidnatější město v západní části státu. Grand Junction tak slouží jako kulturní a ekonomické centrum západního Colorada. Je rovněž důležitým dopravním uzlem, přičemž jde o největší město na trase mezi Denverem (od kterého se nachází 400 kilometrů západně) a Salt Lake City v Utahu. Leží na řece Colorado západně od Skalnatých hor. 
K roku 2020 zde žilo 65 560 obyvatel. S celkovou rozlohou 104 km² byla hustota zalidnění 639 obyvatel na km². Ve městě sídlí Colorado Mesa University a je zde provozováno také Grand Junction Regional Airport. Západně od města pak leží Colorado National Monument. Nachází se v oblasti se studeným semiaridním podnebím.